# Pelem (Karangrejo)
Pelem is een bestuurslaag in het regentschap Magetan van de provincie Oost-Java, Indonesië. Pelem telt 2739 inwoners (volkstelling 2010).